# Zapalenie tarczycy Hashimoto

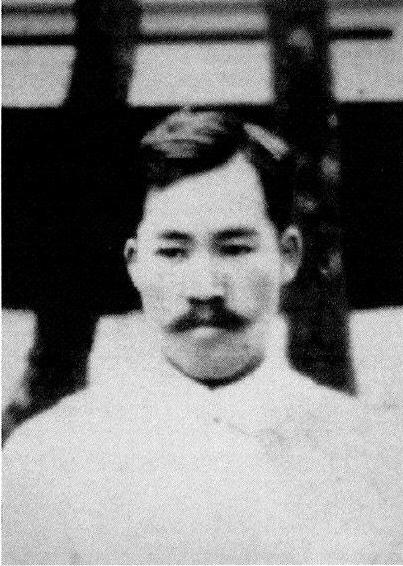
Hakaru Hashimoto, ok. 1912

Zapalenie tarczycy Hashimoto, określane także jako przewlekłe limfocytowe zapalenie gruczołu tarczowego, wole limfocytarne, choroba Hashimoto, zapalenie tarczycy autoimmunologiczne, toksykoza Hashimoto (przemijająca), wole limfoidalne, zapalenie tarczycy limfocytarne, wole limfocytowe, przewlekłe autoimmunizacyjne zapalenie tarczycy lub przewlekłe limfocytarne zapalenie tarczycy (ang. autoimmune thyroid disorder (AITD), Hashimoto’s thyroiditis, chronic lymphocytic thyroiditis; łac. thyroiditis Hashimoto, thyroiditis lymphocytica chronica) – najczęstszy rodzaj zapalenia tarczycy i najczęstsza przyczyna pierwotnej niedoczynności gruczołu tarczowego; jest to choroba o podłożu autoimmunologicznym, często współistnieje z innymi chorobami autoimmunologicznymi. Charakteryzuje się rozlanym naciekiem limfatycznym w obrębie gruczołu tarczowego z centrami rozwoju zarodkowego. Następuje zwłóknienie i atrofia miąższu tarczycy, a w niektórych komórkach pęcherzykowych zmiany eozynofilowe tarczycy. Uważa się ją za najczęstszą chorobę autoimmunologiczną, najczęstsze zaburzenie endokrynologiczne, a także najczęstszą przyczynę niedoczynności tarczycy.

## Historia
Pierwsze cztery przypadki choroby opisał w 1912 roku japoński chirurg pracujący w Berlinie, Hakaru Hashimoto (1881–1934). Wprowadził on na określenie tej jednostki chorobowej używany jeszcze niekiedy termin, struma lymphomatosa („wole limfatyczne”). Hashimoto zbadał próbki tarczycy czterech kobiet w średnim wieku (ponad 40 lat), z przewlekłymi zaburzeniami funkcji tarczycy. Gruczoły tarczowe pacjentek miały rozlane nacieki limfocytarne, miąższ ulegał zwłóknieniu i zanikowi, a niektóre komórki podlegały metaplazji onkocytarnej. Pacjentkom chirurgicznie usunięto gruczoł tarczowy z powodu występujących objawów kompresyjnych (pacjenci z guzkami tarczycy często skarżą się na objawy kompresyjne, w tym na ból szyi, dysfagię, odynofagię i duszność). Hashimoto opublikował wyniki swojej pracy na łamach niemieckiego czasopisma chirurgii klinicznej „Archiv für Klinische Chirurgie”. Artykuł skupiał się na zmianach histologicznych w tkankach tarczycy. Hashimoto zamieścił w publikacji mikroskopowe fotografie wyciętych gruczołów tarczowych. Wskazał na podobieństwa do znanej już nauce choroby Mikulicza (nazywanej później zespołem Sjögrena), lecz podkreślił, że jest to odrębna choroba, wyróżniająca się infiltracją komórek limfoidalnych i tworzeniem pęcherzyków chłonnych. Mimo tych spostrzeżeń zapalenie tarczycy Hashimoto nie było jednak traktowane jako odrębna jednostka chorobowa, różna od opisanego w 1886 przez niemieckiego chirurga Bernharda Riedla zapalenia tarczycy Riedla.
W kolejnych latach naukowcy publikowali wprawdzie opisy przypadków podobnych do przedstawionych przez Hashimoto (Morris Simmonds, 1913; Herman Heineke, 1914), ale jego odkrycie zostało zignorowane; niemieckie kręgi medyczne traktowały opisane przez niego  objawy jako opisy wczesnej fazy zapalenia tarczycy Riedla. Dopiero w 1931 Allen Graham opublikował pracę, w której wykazywał, że struma lymphomatosa opisana przez dr. Hashimoto winna być traktowana jako odrębna jednostka chorobowa. Od czasu tej publikacji choroba zaczęła być określana w języku angielskim (od nazwiska odkrywcy) jako Hashimoto thyroiditis (HT).
W 1956 Noel R. Rose i Ernest Witebsky przeprowadzili eksperymenty na królikach, w toku których wykazali, że immunizacja zwierząt ekstraktami z gruczołu tarczowego wywoływała zmiany w tarczycach, podobne do tych opisywanych w chorobie Hashimoto. Równocześnie stwierdzili oni występowanie  przeciwciał anty-tyreoglobulinowych w surowicy pobranej od tych królików. W tym samym roku Deborah Doniach ze szpitala Middlesex w Londynie dowiodła w badaniach, że pacjenci z chorobą Hashimoto wykazują reakcję immunologiczną na ludzką tyreoglobulinę. Naukowcy postawili tezę, że Hashimoto thyroiditis jest chorobą autoimmunologiczną tarczycy. Było to pierwsze sformułowanie pojęcia choroby autoimmunologicznej narządowej. Chorobę opisaną przez Hashimoto uznano za jedną z nich.
Do początku lat pięćdziesiątych XX w. choroba była jednak bardzo rzadko diagnozowana. Archiwa szpitala Johna Hopkinsa w Baltimore odnotowały pierwszy taki przypadek w 1942, a więc 30 lat po pierwotnym opisie. W okresie od 1942 do 2012 szpital odnotował 867 przypadków zapalenia tarczycy Hashimoto, co stanowiło 6% wszystkich diagnozowanych schorzeń tarczycy. Autoimmunologiczne zapalenie tarczycy było jedyną jednostką chorobową u 462 pacjentów. W pozostałych przypadkach choroba ta towarzyszyła innym patologiom tarczycy.
W 1962 na łamach „The Lancet” opublikowano list do redakcji autorstwa Deborah Doniach i Ivana M. Roitt przedstawiający postać i osiągnięcia Hakaru Hashimoto. Publikacja stanowiła przełom. Od tego czasu informacje o chorobie Hashimoto zaczęły się często pojawiać w literaturze medycznej. W 1985 na łamach „FEBS Letters” opublikowano po raz pierwszy informację o zidentyfikowaniu ludzkiej peroksydazy tarczycy (TPO), białka, będącego autoantygenem dla przeciwciał a/TPO.
Po ponad 100 lat od pierwszego opisu choroba Hashimoto jest szeroko rozpowszechnioną, intrygującą i wieloaspektową chorobą o nierozpoznanej jeszcze dokładnie etiologii, opisywaną jako stan zapalny gruczołu tarczowego charakteryzujący się wolem rozlanym z naciekiem limfocytarnym i obecnością specyficznych autoprzeciwciał wobec tarczycy.

## Epidemiologia
Choroba występuje zdecydowanie częściej u kobiet niż u mężczyzn (w jednej publikacji wskazano, że w populacji kobiet – 5%, a mężczyzn – 1%; inne opracowanie wskazuje, że kobiety są co najmniej 8 razy bardziej podatne na zachorowanie na autoimmunologiczne zapalenie tarczycy niż mężczyźni, a autorzy jeszcze innej publikacji określają, że kobiety chorują 10–20-krotnie częściej niż mężczyźni). Pozytywne wyniki testów obecności przeciwciał u kobiet wystąpiły u więcej niż 10% badanej populacji. Częstość występowania wynosi około 2% we wszystkich grupach wiekowych, zapadalność roczna 0,3–1,5 na 1000 osób na rok. Najczęściej spotykana jest u osób dorosłych, między 45 a 65 rokiem życia, częściej u ludzi rasy białej niż u Azjatów i u Afroamerykanów. Występuje predyspozycja rodzinna.
Jawna klinicznie niedoczynność tarczycy w przebiegu choroby Hashimoto występuje prawdopodobnie w 1–3% przypadków. W wyniku przeprowadzonych badań całej populacji Whickham w brytyjskim hrabstwie Tyne and Wear stwierdzono, że 1,9–2,7% kobiet miało nadczynność tarczycy (w przeszłości lub w okresie przeprowadzanych testów), a 1,9% kobiet miało jawną niedoczynność tarczycy. U 7,5% badanych stwierdzono podwyższone poziomy tyreotropiny (TSH), a u 10,3% pozytywny wynik testu na obecność przeciwciał przeciwko peroksydazie tarczycowej (aTPO). Wole stwierdzono u około 15% kobiet. U badanych mężczyzn 4–10-krotnie rzadziej stwierdzano występowanie nieprawidłowości tarczycy.
Chorobę Hashimoto często cechuje współchorobowość (występowanie chorób autoimmunologicznych specyficznych dla tego samego narządu, u tego samego pacjenta) i
agregacja rodzinna (powtarzanie się choroby w obrębie rodziny), co sugeruje wspólną podstawę genetyczną.
Zapalenie tarczycy Hashimoto jest jedną z najczęstszych chorób autoimmunologicznych układu wewnątrzwydzielniczego u dzieci. W tej grupie wiekowej rzadziej niż u osób dorosłych dochodzi do rozwoju jawnej niedoczynności tarczycy.
W 1966 na łamach „The Lancet” naukowcy opublikowali przypadek encefalopatii epizodycznej, związanej z chorobą Hashimoto. Chorobę charakteryzuje występowanie zaburzeń funkcji poznawczych przy wysokim stężeniu przeciwciał przeciwtarczycowych w surowicy krwi, a także
bardzo dobra odpowiedź na terapię kortykosteroidami. Choroba określana jest mianem encefalopatii Hashimoto.

### Współchorobowość
Zapalenie tarczycy Hashimoto może występować samodzielnie, ale może współwystępować z innymi jednostkami chorobowymi, również o autoimmunologicznym podłożu, jak: bielactwo, cukrzyca typu 1, reumatoidalne zapalenie stawów, niedokrwistość Addisona-Biermera, autoimmunologiczne zespoły niedoczynności wielogruczołowej, miastenia, zespół Sjögrena, lub innymi chorobami tarczycy. Choroba może także występować (w 0,5 do 30% przypadków) z brodawkowatym rakiem tarczycy. Jest ona także czynnikiem sprzyjającym występowaniu hiperlipidemii, w ramach której wzrasta poziom cholesterolu całkowitego oraz frakcji LDL i triacyloglicerydów. Hiperlipidemia może z kolei wiązać się ze wzrostem ryzyka sercowo-naczyniowego u pacjentów.

## Etiologia
Dokładna etiologia choroby Hashimoto nie jest jeszcze znana. Większość publikacji wskazuje, że do powstania choroby dochodzi wskutek interakcji między genetycznymi czynnikami podatności, efektami epigenetycznymi i różnego rodzaju czynnikami środowiskowymi.
Obecność nacieków limfocytarnych tarczycy oraz wytwarzanie przeciwciał przeciw antygenom tarczycowym dowodzi autoimmunologicznej etiologii choroby. Do rozwijania się stanu chorobowego dochodzi na skutek zaburzenia odpowiedzi immunologicznej zależnej od limfocytów Th1. Główną rolę przypisuje się aktywacji cytotoksycznych limfocytów T pomocniczych CD4+, które odpowiadają za niszczenie komórek pęcherzykowych tarczycy. Dochodzi do tego wskutek zaburzenia funkcji limfocytów T supresorowych oraz istnieniu antygenów HLA na powierzchni tyreocytów. Aktywacja limfocytów zależy między innymi od antygenu
CTLA-4, odgrywającego rolę inhibitora. W odpowiedzi na przeciwciała przeciwko tyreoglobulinie (anty-TG) i peroksydazie tarczycowej (TPO), w tarczycy pojawiają się nacieki limfocytarne, następuje stopniowy zanik komórek pęcherzykowych gruczołu i następnie rozplem tkanki łącznej. W następstwie dochodzi do rozwoju niedoczynności tarczycy.
Do powstania choroby przyczynić się może także infekcja bakteryjna lub wirusowa, która powodowałaby uruchomienie reakcji krzyżowej z antygenem tarczycowym. Rozpoznanie choroby może poprzedzać wielomiesięczne poszukiwanie przyczyn niektórych chorób alergicznych czy autoimmunologicznych układowych.

### Podatność genetyczna
Odnotowywana przez lekarzy predyspozycja rodzinna zachęciła naukowców do analizy badań populacji 2945 duńskich żeńskich par bliźniąt (5890 osób) pod kątem genetycznego wpływu na etiologię choroby. Badania oparto na danych zebranych w 1994 roku w ramach narodowej ankiety, a do zestawienia przyjęto dane kobiet urodzonych w latach 1953–1972. Dane były weryfikowane w zapisach szpitali, poradni i gabinetów lekarskich. Występowanie choroby Hashimoto stwierdzono u 0,41% badanych osób (24 z 5890), zarówno u bliźniaków jednojajowych i dwujajowych (odpowiednio 0,42% i 0,40%). Współczynnik zgodności w grupie bliźniąt jednojajowych wynosił 55%, a w grupie dwujajowych 0%. W grupie chorych z jawną autoimmunologiczną niedoczynnością tarczycy z prawidłowym funkcjonowaniem hormonów tarczycy (eutyreoza) znalazło się 15 par bliźniaczek. U 80% bliźniaczek jednojajowych (8 par) stwierdzono obecność przeciwciał przeciwtarczycowych, natomiast w grupie bliźniaczek dwujajowych (4 z 10) współczynnik ten był na poziomie 40%. Predyspozycja genetyczna jest czynnikiem dominującym w patogenezie autoimmunologicznych zapaleń gruczołu tarczowego i w 80% odpowiada za wystąpienie choroby Hashimoto.

### Czynniki środowiskowe
Do przyczyn mających wpływ na rozwój choroby mogą należeć czynniki środowiskowe, które mogą wywoływać autoimmunizację tarczycy. Wśród nich wymienia się: infekcje, stres i ciążę, a także czynniki żywieniowe, w tym zwiększenie poziomu spożywania dietetycznego jodu. Zwiększone spożycie jodu może mieć – u osób podatnych genetycznie – silny wpływ na wyzwalanie zapalenia tarczycy, ale dokładny mechanizm indukcji autoimmunologii przez jod w tarczycy nie został jeszcze wyjaśniony (jod może wywoływać autoimmunizację tarczycy poprzez zwiększenie immunogenności cząsteczek tyreoglobulin oraz uwalnianie wolnych rodników tlenowych, które z kolei mają wpływ na podwyższoną ekspresję wewnątrzkomórkowej cząsteczki adhezyjnej). Także wiele innych syntetycznych związków chemicznych może wzbudzać dysfunkcje w obrębie gruczołu tarczowego oraz układu immunologicznego pacjenta. Mogą to być chemikalia zawarte w pestycydach i zanieczyszczeniach stanowiących uboczne skutki produkcji przemysłowej (np. poliaromatyczne węglowodory, polibromowane bifenole i polichlorowane bifenole).
Naukowcy poznali inny czynnik środowiskowy mający wpływ na rozwój i przebieg choroby. Jest nim palenie tytoniu, które ma zaskakujący wpływ na jej przebieg, bowiem zmniejsza poziom autoprzeciwciał tarczycy. Prawidłowość potwierdzono w dziewięciu badaniach epidemiologicznych. Palenie jednakże zwiększa prawdopodobieństwo wystąpienia niedoczynności tarczycy przez hamowanie wychwytu jodu co prowadzi do zmniejszenia produkcji hormonów tarczycy.

### Inne czynniki
Nowsze badania częściej wykazują możliwość identyfikacji także innego czynnika etiologicznego choroby. Coraz częściej jest określany jako jatrogenny, wywoływany przez podawane leki. Do takich przykładów zaliczyć można podawanie IFN-α (interferonu alfa), który jest stosowany jako lek antywirusowy (w leczeniu infekcji wirusowego zapalenia wątroby typu C) i przeciwnowotworowy. Udokumentowano przypadki wywoływania choroby lub zaostrzenia przebiegu zapalenia tarczycy.
Do innych czynników środowiskowych mogących nasilać reakcję autoimmunologiczną i w konsekwencji zapalenie tarczycy mogą należeć: zakażenie wirusem zapalenia wątroby typu C, niedobór selenu, a także palenie tytoniu. Prawdopodobnie rozwój choroby wyzwalać mogą także infekcje wirusowe i wrodzone receptory, jednak dokładny wpływ czynników środowiskowych nie został jeszcze poznany.

## Diagnostyka

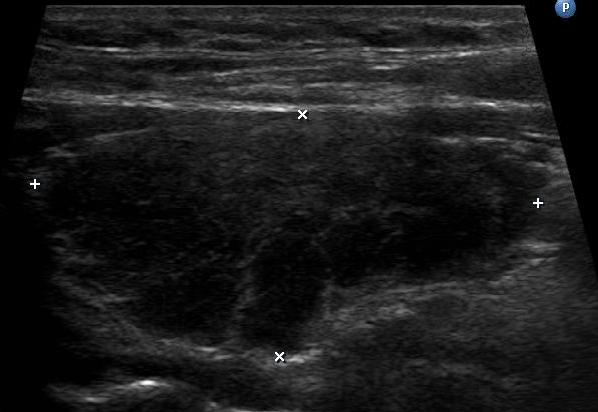
Obrazowanie USG tarczycy (projekcja podłużna, płat prawy) chorego na autoimmunologiczne zapalenie tarczycy

Do charakterystycznych cech choroby należą limfocytowe (limfocyty T, działające destrukcyjnie na miąższ gruczołu tarczowego) nacieki w obrębie tarczycy (obraz w badaniu USG bywa określany jako tarczyca „wygryziona przez mole”, typowo w opisie stwierdza się bardzo niejednorodną, obniżoną, echogeniczność, nacieki podścieliska i wzmożone unaczynienie), obecność (limfocyty B aktywowane przez limfocyty T podlegają przekształcaniu w plazmocyty i produkują przeciwciała) przeciwciał przeciwko tyreoglobulinie (anty-TG; TgAb, anti-thyroglobulin antibody) oraz tyreoperoksydazie (anty-TPO; TPOAb, anti-thyroid peroxidase antibodies) w surowicy. W obrębie gruczołu tworzą się pęcherzyki limfoidalne z centrami rozrodczymi. Miąższ ulega zwłóknieniu i zanikowi. Apoptotyczne zniszczenie komórek tarczycy powoduje upośledzenie syntezy hormonów. W gruczole obecne są duże komórki pęcherzykowe z obfitą ziarnistą cytoplazmą kwasochłonną (komórki Hürthla, komórki Askanazy'ego, komórki oksyfilne). Odnotowywane są także okresowe zaburzenia hormonalne. Gruczoł tarczowy jest blady, o konsystencji od gumowatej do twardej. Chorobie może towarzyszyć zarówno eutyreoza, jak i niedoczynność lub nadczynność gruczołu tarczowego. Nadczynność tarczycy w przebiegu przewlekłego zapalenia tego gruczołu, występuje w przejściowej, krótkotrwałej formie w początkowym okresie choroby i jest wynikiem wydostawania się z uszkodzonych przez proces zapalny pęcherzyków tarczycy nadmiernej ilości utworzonych wcześniej hormonów.
Wyróżnia się dwie postaci choroby. W jednej widoczne jest powiększenie gruczołu do wystąpienia wola (łac. struma), w której tarczyca osiąga objętość większą niż 18 ml u kobiet i 25 ml u mężczyzn), zaś w drugiej nie występuje wole, a gruczoł tarczowy ulega stopniowemu zanikowi.
W agresywnej formie choroby może występować podwyższone stężenie immunoglobulin G4 (IgG4) w surowicy. Ta postać choroby została zakwalifikowana do grupy schorzeń IgG4-RD (IgG4-related disease).

## Rozpoznanie
Rozpoznanie opiera się na: stwierdzeniu (ewentualnej) obecności wola rozlanego, obecności przeciwciał przeciwko tyreoglobulinie (anty-TG), peroksydazie tarczycowej (anty-TPO) albo istnienia nacieku limfocytarnego w badaniu cytologicznym. Jeżeli współwystępują niedoczynność tarczycy i zwiększone stężenie przeciwciał anty-TPO, biopsja nie jest konieczna.
W badaniu ultrasonograficznym przeprowadzonym we wczesnej fazie choroby tarczyca może być jedynie powiększona, bez typowej obniżonej echogeniczności.
Możliwe są zróżnicowane przebiegi kliniczne. Może występować:
- eutyreoza z wolem,
- wole dorastające,
- subkliniczna niedoczynność tarczycy z wolem,
- niedoczynność tarczycy,
- naprzemiennie niedoczynność i nadczynność tarczycy,
- bezbolesne zapalenie tarczycy (ciche zapalenie tarczycy), które charakteryzuje się przemijającą fazą tyreotoksyczną bez bólu lub tkliwości przedniej części szyi – stan przechodzi przez eutyreozę do niedoczynności tarczycy i znowu powraca do eutyreozy,
- poporodowe bezbolesne zapalenie tarczycy,
- inne towarzyszące choroby autoimmunologiczne.

Przebieg choroby Hashimoto często ma charakter subkliniczny (subkliniczna niedoczynność tarczycy, ang.: subclinical hypothyroidism oznaczana jest skrótem – SCH), w postaci łagodniej i bezobjawowej. Jej występowanie szacuje się na 4-10% populacji. Wraz z rozwojem niedoczynności mogą występować następujące objawy:
- uczucie zmęczenia,
- wzrost masy ciała,
- wrażliwość na chłód,
- bóle stawów i mięśni,
- zaparcia, problemy trawienne (perystaltyka ulega znacznemu osłabieniu, co sporadycznie może skutkować niedrożnością. Hipotonia pęcherzyka żółciowego i zmiany w składzie żółci mogą sprzyjać powstawaniu kamieni żółciowych[12]),
- sucha, zimna, żółtawa i pogrubiona skóra (zmiany są podtrzymywane przez nagromadzenie hydrofilowych mukoprotein (np. kwas hialuronowy) w skórze właściwej z towarzyszącym śluzowym obrzękiem, a także przez atrofię gruczołów potowych[12]),
- przesuszone i przerzedzone włosy,
- łamliwość paznokci,
- spowolniony puls,
- bradykardia i zmniejszona amplituda fal serca w odczycie EKG[12],
- zaburzenia oddychania i niedotlenienie[12],
- zaburzenia miesiączkowania – nieregularność i bolesność (z powodu upośledzonej konwersji prekursorów estrogenu cykle często są nieowulacyjne[12]),
- trudności w zajściu w ciążę (oraz zwiększone ryzyko poronienia[12]),
- zaburzenia depresyjne, drażliwość, objawy psychotyczne, (może występować także encefalopatia Hashimoto[12]),
- zaburzenia pamięci
- niedokrwistość[40].

## Leczenie
Leczenie farmakologiczne zalecane jest w przypadku jawnej klinicznie niedoczynności tarczycy z podwyższonym poziomem tyreotropiny (TSH) i obniżonym tyroksyny (fT4). Gdy gruczoł tarczowy jest powiększony (także z objawami uciskowymi), zalecane jest stłumienie preparatami tyroksyny, także gdy funkcja hormonalna nie została jeszcze zaburzona. Pacjenci, u których tarczyca ma stosunkowo niewielkie rozmiary, a poziom TSH oraz fT4 nie uległy zmianom, nie wymagają leczenia. Należy wówczas monitorować ich stan, by uchwycić ewentualne zmiany. Stan stabilności hormonalnej może trwać przez wiele lat.
Leczenie farmakologiczne polega na podawaniu lewotyroksyny, która, produkowana syntetycznie, ma takie samo działanie jak naturalny hormon wytwarzany w gruczole tarczowym. Systematyczne przyjmowanie lewotyroksyny prowadzi do normalizacji stężenia TSH i ma przywrócić prawidłowe funkcjonowanie organizmu pacjenta. Dawki muszą być dobierane indywidualnie, bowiem u poszczególnych pacjentów występują znaczne różnice osobnicze, które skutkują zróżnicowanym wchłanianiem i metabolizmem syntetycznej T4. Leczenie hormonalne jest zasadniczo jedyną metodą leczenia. Nie ma bowiem skutecznej metody leczenia przewlekłego limfocytowego zapalenia gruczołu tarczowego, więc terapia polega na leczeniu samej niedoczynności. Poszczególne preparaty lewotyroksyny mogą dawać nieco zróżnicowany efekt działania, więc wskazane jest przyjmowanie stale takiego samego preparatu. W niektórych sytuacjach stosuje się hormonalne preparaty łączone lub dwa różne hormony w oddzielnych lekach (T4 oraz T3). Ponadto opisywano korzystny wpływ selenu, cynku oraz witamin z grupy B i witaminy D3 na tempo rozwoju i przebieg zapalenia tarczycy.

## Klasyfikacja ICD10
| kod ICD10     | nazwa choroby                         |
| ------------- | ------------------------------------- |
| ICD-10: E06.3 | Zapalenie tarczycy autoimmunologiczne |
| ICD-10: E06.3 | Zapalenie tarczycy Hashimoto          |
| ICD-10: E06.3 | Toksykoza Hashimoto (przemijająca)    |
| ICD-10: E06.3 | Wole limfoidalne                      |
| ICD-10: E06.3 | Zapalenie tarczycy limfocytarne       |
| ICD-10: E06.3 | Wole limfocytowe                      |